# Mystacina
Mystacina és un gènere de ratpenats amb dues espècies vivents i una d'extinta que es troba a Nova Zelanda. És l'únic gènere vivent de la família dels mistacínids (Mystacinidae).

## Descripció
- Mida mitjana (al voltant del 6 cm de llargària total).
- Pelatge gris i vellutat.

## Comportament
- Passen més temps a terra que altres espècies de ratpenats.
- Hivernen durant l'hivern.[3]

## Reproducció
Tenen una sola cria durant l'estiu.

## Dieta
Mengen fruits, carronya, artròpodes, pol·len i nèctar.

## Taxonomia
- M. miocenalis †
- Ratpenat cuacurt gros de Nova Zelanda (Mystacina robusta)
- Ratpenat cuacurt petit de Nova Zelanda (Mystacina tuberculata)